# D'Hanis (Texas)
D'Hanis es un lugar designado por el censo ubicado en el condado de Medina en el estado estadounidense de Texas. En el Censo de 2010 tenía una población de 847 habitantes y una densidad poblacional de 124,35 personas por km².

## Geografía
D'Hanis se encuentra ubicado en las coordenadas 29°19′44″N 99°16′7″O / 29.32889, -99.26861. Según la Oficina del Censo de los Estados Unidos, D'Hanis tiene una superficie total de 6.81 km², de la cual 6.81 km² corresponden a tierra firme y (0.08%) 0.01 km² es agua.

## Demografía
Según el censo de 2010, había 847 personas residiendo en D'Hanis. La densidad de población era de 124,35 hab./km². De los 847 habitantes, D'Hanis estaba compuesto por el 89.61% blancos, el 0% eran afroamericanos, el 0.12% eran amerindios, el 0.12% eran asiáticos, el 0% eran isleños del Pacífico, el 9.56% eran de otras razas y el 0.59% pertenecían a dos o más razas. Del total de la población el 46.52% eran hispanos o latinos de cualquier raza.